# Ondernemingsrechtbank
De ondernemingsrechtbank (Frans: tribunal de l'entreprise, Duits: Unternehmensgericht) is de voornaamste rechtbank in België voor geschillen tegen en tussen ondernemingen. Tot 1 november 2018 was dit de rechtbank van koophandel (Frans: tribunal de commerce, Duits: Handelsgericht). Op 1 mei 2019 is het nieuwe Wetboek van vennootschappen en verenigingen (WVV) van kracht geworden. De oude vzw-wet van 27 juni 1921 is daarmee vervallen.
De ondernemingsrechtbank is een rechtbank op het niveau van eerste aanleg, net als de rechtbank van eerste aanleg en de arbeidsrechtbank.

## Bevoegdheden
De ondernemingsrechtbank neemt in eerste aanleg kennis van geschillen tegen en tussen ondernemingen (art. 573 van het Gerechtelijk Wetboek (Ger.W.)). Voor de wet van 26 maart 2014 gold niet het begrip 'onderneming' maar het begrip 'handelaar'. Het begrip handelaar bleef nog voortbestaan tot de afschaffing van het onderscheid tussen burgerlijke en handelszaken in 2018.
De ondernemingsrechtbanken nemen voorts onder andere kennis van geschillen in verband met vennootschappen, vzw’s, stichtingen, met insolventieprocedures, met de postbedeling, met verbeteringen in de Kruispuntbank van Ondernemingen, met zee- en binnenvaart, met de Nationale Loterij van België en met wisselbrieven, alles ongeacht het bedrag van de vordering (art. 574 Ger.W.).
De ondernemingsrechtbank neemt tevens de eed af van de met de scheepvaartcontrole belaste ambtenaren en de bedrijfsrevisoren (art. 576 Ger.W.).
De kamers voor ondernemingen in moeilijkheden sporen preventief ondernemingen in moeilijkheden op en kunnen een vordering tot gerechtelijke ontbinding instellen bij de ondernemingsrechtbank (art. 84, derde lid Ger.W.).

## Taken
De ondernemingsrechtbank doet de registratie van ondernemingen:
- Registratie van de publicatie in het Staatsblad van statuten, benoemingen van bestuurders en adreswijzigingen van ondernemingen en organisaties
- Registratie van benoemingen in de Kruispuntbank van Ondernemingen
- Publicatie van de jaarrekening van kleine vzws (voor ondernemingen en grote vzws gebeurt dit bij de Nationale Bank)

Ondernemingen en verenigingen blijven zelf verantwoordelijk voor het aanpassen van het UBO register; sinds 2021 kunnen bepaalde registraties worden overgenomen uit het Belgisch Staatsblad, wat leidt tot een iets vereenvoudigde registratieprocedure voor bestuurders, gemachtigden, of dagelijks bestuurders, maar niet voor andere begunstigden.

## Structuur
De ondernemingsrechtbanken zijn georganiseerd per ressort. Binnen de ressorten Luik en Brussel wordt hiervan afgeweken omwille van de taalwetgeving. In het gerechtelijk arrondissement Brussel zijn er bovendien twee ondernemingsrechtbanken, een Nederlandstalige en een Franstalige (art. 73, tweede lid Ger.W.). Ondernemingen kunnen enkel in Brussel kiezen welke taal ze willen hanteren. Dit maakt dat er negen ondernemingsrechtbanken zijn, met name in:
| Zetel       | Gerechtelijk gebied | Afdelingen                                                              |
| ----------- | ------------------- | ----------------------------------------------------------------------- |
| Gent        | Gent                | Brugge, Dendermonde, Ieper, Kortrijk, Oostende, Oudenaarde en Veurne    |
| Antwerpen   | Antwerpen           | Hasselt, Mechelen, Tongeren en Turnhout                                 |
| Brussel (2) | Brussel             |                                                                         |
| Leuven      | Leuven              |                                                                         |
| Nijvel      | Waals-Brabant       |                                                                         |
| Bergen      | Henegouwen          | Charleroi en Doornik                                                    |
| Luik        | Luik                | Aarlen, Dinant, Hoei, Marche-en-Famenne, Namen, Neufchâteau en Verviers |
| Eupen       | Eupen               |                                                                         |

De ondernemingsrechtbank te Antwerpen heeft naast de normale taken ook nog een specialistische Nautische Commissie bij de Rechtbank van Koophandel te Antwerpen.

## Voor 2019
De ondernemingsrechtbank heette voor 1 november 2018 rechtbank van koophandel, gebaseerd op het historische onderscheid tussen burgerzaken en handelszaken enerzijds en op het Wetboek van Koophandel (1807) anderzijds.
Door de wet van wet van 15 april 2018 houdende hervorming van het ondernemingsrecht werden echter enkele fundamentele wijzigingen doorgevoerd. Artikel 252 van deze wet voerde de naamsverandering door, terwijl tevens het onderscheid tussen burgerlijke en handelszaken werd afgeschaft. Deze hervorming paste in de verdere ontmanteling van het Wetboek van Koophandel: bepaalde regels uit dit wetboek werden afgeschaft, terwijl andere bepalingen werden overgeheveld naar het Wetboek van Economisch Recht (WER). De overgebleven bepalingen inzake zeerecht vormen sinds de hervorming het Wetboek van bepaalde voorrechten op zeeschepen en diverse bepalingen. De wet trad in werking op 1 november 2018.
In een kamer van de ondernemingsrechtbank zetelen één rechter en twee lekenrechters (art. 84, tweede lid Ger.W.). Deze lekenrechters zijn rechters in ondernemingszaken. Het gaat veelal om mensen uit het ondernemingsleven.